# Tavion Axmis
Tavion es un personaje femenino de ficción en la saga Star Wars. Es una hembra humana y aparece por primera vez en el juego de 2002 Star Wars Jedi Knight II: Jedi Outcast como una de las discípulas del Jedi oscuro Desann, que fue aprendiz de Luke Skywalker. Más tarde es la villana principal de la secuela de Jedi Outcast, Star Wars Jedi Knight: Jedi Academy.

## Historia
Tavion fue adoptada por el Jedi Oscuro Desann como aprendiza personal y heredera del mando de los Jedi Oscuros conocidos como Renacidos. Fue derrotada en primera instancia por Kyle Katarn en combate de sables luz durante una batalla en Ciudad Nube de Bespin. Tras un acceso de ira Katarn la estranguló con la Fuerza y la perdonó la vida tras obtener información acerca del paradero de su compañera Jan Ors.
Tras enterarse de la derrota de su maestro y del fin del plan de robar la Fuerza del Valle del Jedi Tavion se retiró a maquinar nuevos planes.
Años más tarde, un coleccionista de antigüedades fue asesinado por Tavion cuando ésta descubrió que tenía en su poder el antiguo cetro de un Lord Sith llamado Marka Ragnos. Este cetro tenía la capacidad de absorber La Fuerza y dársela a otro ser. Tavion tomó como aprendiz a Alora y comenzó a recabar Fuerza de distintos puntos de la galaxia con el cetro otrogándola a los que formarían un grupo del Lado Oscuro conocidos como sectarios. Su plan maestro era utilizar toda la energía del cetro finalmente para resucitar a Marka Ragnos para que los Sith tuvieran de nuevo el control de la galaxia y ella pudiése aprender las artes de la extinta orden.
Tanto Alora como Tavion fueron derrotadas por el caballero Jedi Jaden Korr, discípulo de Kyle Katarn. Tavion, antes de ser derrotada, se enfrentó brevemente también a Katarn en Vjun. en el mundo Sith de Korriban el espíritu de Marka Ragnos la poseyó hasta ser derrotada por Korr. Cuando abandonó el cuerpo de Tavion ésta murió.
- Datos: Q2706230